# Megaselia latipennis
Megaselia latipennis är en tvåvingeart som beskrevs av Borgmeier 1966. Megaselia latipennis ingår i släktet Megaselia och familjen puckelflugor.
Artens utbredningsområde är Idaho. Inga underarter finns listade i Catalogue of Life.